# Cédric André
Cédric André, né le 18 février 1993 à Mulhouse, est un joueur de basket-ball professionnel français martiniquais. Il joue au poste d'ailier fort.

## Clubs successifs
- 2014 - 2015 :  Calais Basket
- 2015 - 2016 :  Calais Basket
- 2016 - 2017 :  SOMB
- 2017 - 2018 :  SOMB
- 2018 - 2019 :  STB Le Havre
- 2019 - 2020 :  CEP Lorient